# Фернандес, Жан
Жан Фернандес (фр. Jean Fernandez; родился 8 октября 1954, Мостаганем, Французский Алжир) — французский футболист, ныне тренер. Играл за ряд клубов, такие как: «Безье», «Олимпик Марсель» и «Бордо».

## Карьера игрока
Жан родился в алжирском городе Мостаганем, бывший в то время французским. Первым клубом Фернандеса стал Безье, за который он играл 3 года и сыграл 61 матч. В 1975 году он перешел в марсельский «Олимпик». За пятилетнюю карьеру за бело-голубых сыграл свыше ста матчей, и забил один гол. Покинув «Марсель», Фернандес стал игроком «Бордо» из Жиронды. Завершил карьеру в «Канне» в 1984 году.
Через год Жан стал тренером «Канна», и проработал там пять лет. В дальнейшем тренировал ряд французских и зарубежных клубов.